# Giacomo Bazzan
Giacomo Bazzan   (Vescovana, 13 de gener de 1950 - Loreo, 25 de desembre de 2019) va ser un ciclista italià que fou professional del 1973 al 1975. S'especialitzà en la pista i com amateur va guanyar tres medalles, una d'elles d'or, als Campionats del món. Va participar en els Jocs Olímpics de 1972.

## Palmarès en pista
- 1970
  -  Campió d'Itàlia amateur en persecució per equips
- 1971
  -  Campionat del món amateur en persecució per equips (amb Giorgio Morbiato, Luciano Borgognoni i Pietro Algeri)
  -  Campió d'Itàlia amateur en persecució

## Palmarès en ruta

### Resultats al Giro d'Itàlia
- 1973. 83è de la classificació general
- 1974. 80è de la classificació general
- 1975. 62è de la classificació general

### Resultats al Tour de França
- 1975. Abandona (11a etapa)